# Терентьева, Светлана Сергеевна
Светла́на Серге́евна Тере́нтьева (род. 25 сентября 1983, Первоуральск) — российская хоккеистка, нападающая ХК «СКИФ». Мастер спорта международного класса.

## Карьера
Первый тренер — Владимир Копытов. Выступала за «Спартак-Меркурий» (Екатеринбург), в «СКИФ» (Нижний Новгород) играет с 2008 года.

## Достижения
- Чемпионка России (2000, «Спартак-Меркурий» Екатеринбург).
- Победитель Кубка Европейских чемпионов (2009).
- Бронзовый призёр чемпионата мира 2001.
- Участница Олимпиад-2002 и 2010.